# Rabrovo
Rabrovo (bulgariska: Раброво) är ett distrikt i Bulgarien.   Det ligger i kommunen Obsjtina Bojnitsa och regionen Vidin, i den nordvästra delen av landet, 160 km norr om huvudstaden Sofia.
Omgivningarna runt Rabrovo är en mosaik av jordbruksmark och naturlig växtlighet. Runt Rabrovo är det ganska glesbefolkat, med 40 invånare per kvadratkilometer.